# Episodi di Renegade (terza stagione)
La terza stagione della serie televisiva Renegade, composta da 22 episodi, è stata trasmessa negli Stati Uniti da USA Network dal 12 settembre 1994 all'8 maggio 1995.
In Italia è andata in onda su Italia 1.
| nº | Titolo originale               | Titolo italiano                   | Prima TV USA      | Prima TV Italia |
| -- | ------------------------------ | --------------------------------- | ----------------- | --------------- |
| 1  | Dutch On the Run (1)           | La resa dei conti (1 2 e 3 parte) | 12 settembre 1994 |                 |
| 2  | The Trial of Reno Raines (2)   | La resa dei conti (1 2 e 3 parte) | 19 settembre 1994 |                 |
| 3  | Escape (3)                     | La resa dei conti (1 2 e 3 parte) | 26 settembre 1994 |                 |
| 4  | The King and I                 | Il re leggenda                    | 3 ottobre 1994    |                 |
| 5  | Black Wind                     | Vento Nero                        | 10 ottobre 1994   |                 |
| 6  | Way Down Yonder in New Orleans | La dama in bianco                 | 17 ottobre 1994   |                 |
| 7  | Rustlers' Rodeo                | Cowboy                            | 24 ottobre 1994   |                 |
| 8  | Muscle Beach                   | Fusti e pupe                      | 31 ottobre 1994   |                 |
| 9  | The Late Shift                 | Una voce nella notte              | 7 novembre 1994   |                 |
| 10 | Thrill Kill                    | La preda umana                    | 14 novembre 1994  |                 |
| 11 | Teen Angel                     | Angeli biondi                     | 21 novembre 1994  |                 |
| 12 | Den of Thieves                 | Mai dire droga                    | 2 gennaio 1995    |                 |
| 13 | Rancho Escondido               | Rancho Escondido                  | 9 gennaio 1995    |                 |
| 14 | Cop for a Day                  | Colpo grosso                      | 16 gennaio 1995   |                 |
| 15 | Stalker's Moon                 | Il mostro                         | 23 gennaio 1995   |                 |
| 16 | Repo Raines                    | Omicidi a ripetizione             | 30 gennaio 1995   |                 |
| 17 | Ace in the Hole                | L'asso nella manica               | 6 febbraio 1995   |                 |
| 18 | Living Legend                  | La leggenda vivente               | 13 febbraio 1995  |                 |
| 19 | Family Ties                    | Legami di famiglia                | 20 febbraio 1995  |                 |
| 20 | Broken On the Wheel of Love    | La regina del country             | 24 aprile 1995    |                 |
| 21 | Split Decision                 | Lite impossibile                  | 1º maggio 1995    |                 |
| 22 | Hitman                         | Omicidio in Fa minore             | 8 maggio 1995     |                 |

## La resa dei conti (1ª parte)
- Titolo originale: Ducth On the run
- Diretto da: Terrence O'Hara
- Scritto da: Bill Nuss e Richard C. Okie

### Trama
Bickford, un agente alleato con Dixon, telefona a Bobby dicendo di avere prove che provano la corruzione del tenente e l'innocenza di Reno; Bobby non gli crede, ma subito dopo Dixon uccide Bickford venendo filmato da una telecamera. Reno insegue quindi Dixon e lo cattura, progettando di ucciderlo; lo risparmia tuttavia in cambio delle prove di cui parlava Bickford. I due arrivano alla casa del tenente, dove li aspetta Bickford, la cui morte era solo una finta. Stordito dall'agente, Reno viene arrestato. Dixon e Bickford lasciano poi scappare Reno per ucciderlo durante la fuga; benché Reno riesca a togliersi il braccialetto elettronico, il suo nemico lo ritrova. L'arrivo di altri agenti obbliga però Dixon ad arrestare Reno invece di eliminarlo.

## La resa dei conti (2ª parte)
- Titolo originale: The Trial of Reno Raines
- Diretto da: Michael Levine
- Scritto da: Stephen J. Cannell

### Trama
Finito in prigione, Reno rischia la condanna a morte per l'uccisione di Burrell. Mentre Bobby tenta di aiutarlo pagandogli un buon avvocato, Dixon e Bickford decidono di eliminarlo prima del processo e corrompono alcuni prigionieri affinché lo uccidano, ma gli attentati falliscono. Reno fa il test con la macchina della verità convincendo l'avvocatessa della sua innocenza, ma anche Dixon falsifica un test su se stesso per risultare innocente. Il giorno del processo, Bobby e Cheyenne hanno rintracciato Hound Adams e lo convincono con una grossa somma a testimoniare in favore di Reno; poiché Dixon lo ha pagato meglio, Hound passa però dalla sua parte accusando Reno, che viene condannato.

## La resa dei conti (3ª parte)
- Titolo originale: Escape
- Diretto da: Ralph Hemecker
- Scritto da: Bill Nuss

### Trama
Reno viene trasferito in un'altra prigione assieme al suo compagno di cella, Rocky. L'avvocatessa, che si è innamorata di lui, cerca ogni modo per farlo uscire; intanto Rocky viene aggredito da altri detenuti e Reno lo salva, nonostante questo avesse cercato di ucciderlo prima del processo. Divenuto quindi amico di Reno, Rocky gli spiega che Dixon lo aveva pagato per eliminarlo, in caso contrario avrebbe ucciso il suo bambino, ed inserisce Reno in un piano d'evasione. Il giorno della fuga, Rocky viene ferito da una guardia per permettere a Reno di scappare; una volta fuggiti, gli altri evasi accusano di ciò Reno, ma imparano che Rocky sta morendo di malattia e lo ha fatto evadere al suo posto. Bobby e l'avvocatessa rintracciano Reno, ma anche Dixon e Bickford sono sulle sue tracce. I due agenti corrotti riescono a bloccare il fuoristrada di Bobby, convinti che vi sia anche Reno a bordo, che invece è fuggito con la sua moto.

## Il re leggenda
- Titolo originale: The King and I
- Diretto da: James Darren
- Scritto da: Richard C. Okie

### Trama
Durante una rissa in un bar, Reno viene difeso da un uomo che si fa chiamare "Il Re" ed assomiglia molto ad Elvis Presley; anzi, inizia a sospettare che sia effettivamente il cantante, mentre Bobby e Cheyenne pensano che sia invece il suo manager, Tom: la roulotte in cui vive è difatti intestata a quel nome. La sorella di Tom spiega però che suo fratello è anch'esso sparito da molti anni come Elvis e lo ritiene morto. Ad ogni caso, "Il Re" è nel mirino di un uomo che cerca di ucciderlo e dopo aver fallito, paga due killer per farlo. I due assassini vengono però catturati da Reno; intanto si scopre che Tom ha diritto ad un'eredità assieme a sua sorella ed appunto il cognato, all'oscuro della moglie, ha mandato i killer. Reno accompagna quindi "Il Re" a riscuotere l'eredità ed arresta suo cognato.

## Vento Nero
- Titolo originale: Black Wind
- Diretto da: Ralph Hemecker
- Scritto da: Fred L. Miller

### Trama
Reno ha una visione in cui il suo maestro di arti marziali lo chiama in aiuto. L'uomo lo informa che uno dei suoi allievi, Vento Nero, lo ha disonorato diventando un criminale: difatti usa le arti marziali agli ordini di un disonesto industriale ed ha aggredito una giornalista che aveva criticato il suo capo, mandandola in coma. Ulteriormente allenato dal maestro, Reno si sente in grado di sconfiggere Vento Nero e provoca l'industriale per farselo mandare contro; tuttavia, Reno perde ed è sul punto di finire ucciso dall'avversario. In seguito Vento Nero prende in ostaggio il maestro per costringere Reno ad affrontarlo di nuovo: mentre Bobby finge di voler concludere un affare con l'industriale per smascherare la sua corruzione e farlo arrestare, Reno riesce a battere Vento Nero e libera il suo maestro. 

## La dama in bianco
- Titolo originale: Way Down Yonder in New Orleans
- Diretto da: Ron Garcia
- Scritto da: D. Victor Hawkins e Tom Nelson

### Trama
A New Orleans un mago vudu è accusato di omicidio e Reno intende arrestarlo; non avendo un identikit, cattura però un suo assistente, che lancia una maledizione su di lui; a Reno e a Bobby che intendeva raggiungerlo capitano guai a ripetizione. Tornato libero, l'assistente riceve dal mago l'ordine di uccidere Reno, ma fallisce e muore lui stesso a causa della maledizione. Intanto due agenti locali non gradiscono la presenza di Reno, ma uno di loro intende seguirlo per arrestare il mago a cui sta dando la caccia anch'esso. Dalla "dama in bianco", un'ex assistente del mago, Reno impara che questo si rifugia in un macello abbandonato e vi penetra, seguito dai due agenti. Uno dei poliziotti è però alleato del mago e cattura sia il suo collega che Reno, i quali stanno per essere uccisi. La "dama in bianco" distrae però il mago e Reno si libera, arrestando assieme all'agente i due criminali. 

## Cowboy
- Titolo originale: Rustlers' Rodeo
- Diretto da: Russell Solberg
- Scritto da: Donald Marcus

### Trama
Un amico di Bobby si reca ad un rodeo cercando di riprendersi un toro che gli era stato rubato ma viene aggredito e picchiato da alcuni uomini. Per smascherare i ladri, Bobby decide di iscriversi ad una gara del rodeo ma non viene accettato e Reno prende il suo posto. Reno viene preso di mira dai ladri che ricattano anche la figlia del padrone, minacciando la sua bambina nel caso li denunciasse; i delinquenti cercano di sbarazzarsi di lui facendolo incornare da un toro. Salvato dall'intervento del padrone, che è all'oscuro dei furti, Reno in seguito picchia uno dei ladri e si offre per sostituirlo. I complici si trovano costretti ad accettare l'aiuto di Reno nel furto successivo ma non fidandosi di lui tentano di ucciderlo subito dopo. Con l'aiuto di Bobby e Cheyenne, Reno cattura però i due uomini e restituisce il bestiame rubato ai proprietari. 

## Fusti e pupe
- Titolo originale: Muscle Beach
- Diretto da: Terence O'Hara
- Scritto da: D. Victor Hawkins e Tom Nelson

### Trama
Un boss della droga usa come base la sua barca e spaccia in varie città lungo la costa. Poiché il criminale traffica anche anabolizzanti oltre alle altre droghe, Bobby convince Cheyenne e Reno ad iscriversi in una palestra che sospetta essere rifornita dal boss. Reno cerca di mettersi in contatto con gli spacciatori, tra cui c'è il capo della palestra, e scopre che in quel locale non solo c'è uno spaccio di anabolizzanti ma questi vengono anche mescolati, all'insaputa dei clienti, nelle loro bevande. Per attirare in trappola il boss, Bobby si finge anch'esso uno spacciatore ma viene rapito dal criminale che lo porta nella barca per interrogarlo. Preoccupato per la scomparsa del suo amico, Reno costringe il capo della palestra a dirgli dove si trova e si precipita a salvare Bobby, arrestando il boss che stava per ucciderlo. 

## Una voce nella notte
- Titolo originale: The Late Shift
- Diretto da: Lee H. Katzin
- Scritto da: Bill Nuss

### Trama
Uno spacciatore di droga organizza feste in cui vende la sua merce ed ora è a San Diego, poiché una ragazza è finita in coma dopo una festa. Mentre Reno cerca di infiltrarsi nella festa successiva per arrestare il colpevole, diviene famoso senza volerlo perché una giornalista diffonde la sua storia dipingendolo come un eroe. Inizialmente interessata solo ad aumentare gli ascolti radiofonici, la giornalista si innamora poi di Reno, ma Dixon inizia a sorvegliarla, nella speranza di arrestare il suo nemico. Intanto, Reno cattura lo spacciatore (che si dichiara figlio di Dixon) ed un suo complice; benché il tenente finga davanti a Bobby di non riconoscere il figlio, successivamente lo prende in custodia, ma il giovane fugge non fidandosi di suo padre. Intanto, Dixon ha messo varie pattuglie sulle tracce di Reno, ma la giornalista fa credere che sia nella sua stazione radio, cosicché Dixon e gli altri agenti si precipitano sul posto e Reno può fuggire. 

## La preda umana
- Titolo originale: Thrill Kill
- Diretto da: Terence O'Hara
- Scritto da: Ronald W. Taylor

### Trama
Reno e Bobby stanno per catturare un ricercato quando un altro cacciatore di taglie arriva sul posto arrestando la stessa persona. Dalla moglie del ricercato, i due imparano che l'uomo è stato ucciso prima di arrivare in prigione. Difatti quel cacciatore di taglie (un ex allievo di Bobby) è un appassionato di armi di vario genere e oltre a riscuotere le taglie organizza cacce a pagamento usando i suoi prigionieri come bersaglio. Reno cerca prove sul criminale, ma viene catturato e portato in una zona sperduta, dove tre uomini gli danno la caccia. Durante la fuga, Reno incontra una botanica che conosce la zona e lo aiuta a fuggire. Il cacciatore di taglie decide di ucciderlo personalmente, ma Bobby, che si era precipitato sul posto per aiutare Reno ed era stato catturato anch'esso, si libera in tempo per disarmare il suo ex allievo ed arrestarlo. I due soci regalano quindi una delle taglie alla vedova. 

## Angeli biondi
- Titolo originale: Teen Angel
- Diretto da: Bruce Kessler
- Scritto da: Nicholas J. Corea

### Trama
Una madre denuncia la scomparsa della figlia e chiede aiuto a Bobby, che manda Reno ad indagare. Da alcuni indizi, Reno sospetta che la ragazza sia diventata una prostituta di lusso in un albergo e si finge un cliente, riuscendo ad incontrarla. La giovane non vuole abbandonare il suo lavoro, ma cambia idea quando riconosce una delle sue "colleghe" che è stata drogata ed uccisa, poiché il padrone dell'hotel la considerava ormai troppo "vecchia" per quel lavoro. Reno ha una sparatoria con gli sfruttatori e rimane ferito, ma riesce a fuggire con le ragazze, rifugiandosi da una sua conoscente. Questa telefona al padrone denunciando la loro presenza, ma è solo un trucco per attirare il criminale sul posto, dove Bobby e Reno lo aspettavano per catturarlo.

## Mai dire droga
- Titolo originale: Den of Thieves
- Diretto da: Ralph Hemecker
- Scritto da: Donald Marcus

### Trama
Eliane, una agente di polizia ex collega di Reno, è in pericolo poiché ha denunciato un collega corrotto, Richie, colpevole di spaccio di droga ed armi. Saputo che l'uomo è un appassionato di moto, Reno finge di volerne vendere una, attirando l'agente che lo porta nella sua villa, prima di capire l'inganno e fuggire. Durante la fuga Richie ha però un incidente e muore. Intanto, un killer che l'uomo aveva assoldato per uccidere Eliane arriva alla villa e scambia Reno per Richie; annuncia inoltre che sta per arrivare un boss della malavita per acquistare droga. Reno ed Eliane reggono la parte per aspettare l'arrivo del boss ed arrestarlo, trovando inoltre il luogo dove Richie nascondeva la merce rubata. Al momento dello scambio, il boss che conosceva Richie capisce l'inganno e Reno sta per essere ucciso. Con l'intervento di Eliane e di Bobby, Reno si libera, mentre il killer ed il boss vengono arrestati. 

## Rancho Escondido
- Titolo originale: Rancho Escondido
- Diretto da: Michael Vejar
- Scritto da: B.J. Nelson

### Trama
Il direttore della banca usata da Bobby è un truffatore ed è ricercato dall'F.B.I. All'arrivo degli agenti, l'uomo riesce però a fuggire su un elicottero assieme alla sua amante e complice. Avendo riconosciuto il modello dell'elicottero, Bobby e Reno rintracciano il pilota ed imparano che il truffatore si è fatto scaricare oltre il confine in un villaggio del Messico. Qui Reno scopre che il delinquente sta per cambiare identità, poiché il capo dell'albergo dove alloggia ha un lavoro clandestino come chirurgo plastico. Pur senza rinunciare alla caccia, Reno pensa di sottoporsi allo stesso intervento, senza sapere che il chirurgo è un pazzo che compie esperimenti sui suoi pazienti. Avvertiti dalla complice del truffatore, nel frattempo pentita, Bobby e Cheyenne riescono a salvare Reno nella sala operatoria e consegnano il truffatore ed il chirurgo all'F.B.I, lasciando scappare la complice come premio per averli aiutati. 

## Colpo grosso
- Titolo originale: Cop for a Day
- Diretto da: Russell Solberg
- Scritto da: Bill Nuss

### Trama
Bobby si reca in un altro stato per prelevare un prigioniero e lo trova svenuto. Quando il prigioniero rinviene, giura di essere lo sceriffo e racconta di essere stato aggredito dal criminale che ha preso il suo posto. Travestito da agente, il delinquente è nel frattempo fuggito con una macchina della polizia e ha finto di prendere in consegna un altro prigioniero (il suo ex complice) per poi liberarlo. Per rimediare al suo errore, Bobby collabora con lo sceriffo finché questo viene ferito in una sparatoria e Bobby prosegue la caccia insieme a Reno. Il criminale coinvolge a forza l'altra sua complice, una spogliarellista che aveva distratto le vittime nel colpo precedente, per fare una rapina ad un furgone portavalori. Prevedendo la sua mossa, Bobby e Reno inseguono i ladri sul furgone e gettandovi dentro dei candelotti fumogeni, li bloccano. 

## Il mostro
- Titolo originale: Stalker's Moon
- Diretto da: Lorenzo Lamas
- Scritto da: Richard C. Okie

### Trama
Un killer che ha ucciso varie donne è stato soprannominato "Il mostro di Santa Barbara"; quando un'altra ragazza scompare, Bobby si reca nella città, imparando da un agente che la giovane è una studentessa ed è stata vista l'ultima volta da uno dei suoi professori. Bobby ottiene un appuntamento a casa dell'insegnante, che tuttavia lo narcotizza e lo rinchiude nella sua cantina, essendo lui stesso il mostro. Nella cantina è tenuta prigioniera anche la studentessa, ma il killer annuncia che a breve ucciderà o lei o Bobby. Intanto, Reno e Cheyenne arrivano a Santa Barbara per cercare Bobby; Reno interroga il professore, intuendo solo in seguito la verità. Un agente locale sospetta invece che Reno stesso sia il mostro ed accusa Cheyenne di averlo aiutato a fuggire; Reno intanto ha catturato il mostro, obbligandolo a dirgli dove tiene il suo socio. Mentre Reno libera Bobby e la studentessa, il killer cerca di fuggire, ma viene fermato da Cheyenne. 

## Omicidi a ripetizione
- Titolo originale: Repo Raines
- Diretto da: Michael Levine
- Scritto da: Scott Smith Miller

### Trama
Un uomo è finito in rovina e non riesce a restituire i soldi che gli erano stati prestati dalle banche; un'agenzia di recupero credito gli sequestra la casa e l'auto, causando inoltre l'allontanamento di sua moglie. Ormai impazzito, l'uomo diviene assassino uccidendo tre dipendenti dell'agenzia e viene messa una taglia su di lui. Per guadagnare la taglia e nel contempo proteggere le persone rimaste, Reno si fa assumere nella stessa agenzia. Uno dei colleghi di Reno si improvvisa cacciatore di taglie, ma all'arrivo dell'assassino non ha il coraggio di fermarlo e ci pensa Reno, che tuttavia divide parte della taglia col suo collega.

## L'asso nella manica
- Titolo originale: Ace in the Hole
- Diretto da: Perry Husman
- Scritto da: Nicholas J. Corea

### Trama
Reno è appostato per arrestare uno spacciatore chiamato "Il predicatore folle", ma questo gli sfugge, uccidendo anche un uomo che si trovava sul posto. Reno si sente responsabile ed inizia ad indagare: la vittima, Tracy, era stato compagno del "predicatore" durante la guerra del Vietnam e ne era rimasto in contatto, in apparenza come suo socio; Reno si fa avanti per proteggere la moglie ed il figlio della vittima, dato che lo spacciatore li perseguita, cercando qualcosa appartenuta a Tracy. Contemporaneamente, Reno diventa amico del bambino, che però fugge dopo una lite e viene rapito dal folle. Lo spacciatore chiede in cambio un registro in cui Tracy segnava i suoi affari, Reno arriva per consegnarlo ed iniziano una sparatoria, finché Bobby, che aveva seguito Reno, spara sul criminale e lo uccide. Reno e Bobby liberano quindi il bambino, dimostrando inoltre che suo padre non era spacciatore a sua volta.

## La leggenda vivente
- Titolo originale: Living Legend
- Diretto da: Terrence O'Hara
- Scritto da: Michael Levine

### Trama
Mentre Reno insegue un ricercato, Bobby e Cheyenne si recano al raduno dei cacciatori di taglie, dove Nathan, il più anziano di loro, è diventato una leggenda poiché da 20 anni scommette di arrestare un ricercato entro la fine del raduno e vi è sempre riuscito. Nathan annuncia di volere catturare Reno ignorando le proteste di Cheyenne e Bobby che tentano di proteggere il loro amico e socio. In seguito Nathan giura di aver cambiato idea, ma solo per seguire Bobby fino a Reno, catturando entrambi. Reno riesce a stringere un patto con Nathan, prima di portarlo al raduno deve arrestare il delinquente a cui lui stava dando la caccia, che assieme al suo complice ha preso in ostaggio una ragazza nell'ultima rapina. Conoscendo il covo dei banditi, Nathan si fa quindi aiutare da Reno e Bobby e riesce a catturarli. Secondo il patto, Reno si lascia arrestare di nuovo, ma Nathan rimane colpito dal suo gesto e consegna al suo posto l'altro ricercato, usando la taglia per pagare le scommesse che ha perso.

## Legami di famiglia
- Titolo originale: Family Ties
- Diretto da: Lorenzo Lamas
- Scritto da: Marvin Herbert

### Trama
Un padre e i suoi due figli sono tutti usurai ed uno dei figli, andato a riscuotere un debito, uccide il debitore. Reno non riesce ad impedirlo, ma mette in salvo Grace, testimone del delitto. L'uomo viene arrestato, ma suo padre intende evitare la sua condanna mandando l'altro figlio ad eliminare la testimone; Grace tuttavia la protezione della polizia e Reno le fa da scorta. Dopo un paio di attentati, Reno decide di nascondere Grace in un capanno, ma i delinquenti li sorprendono ugualmente: si scopre difatti che il fidanzato della giovane è complice degli usurai e li ha avvertiti. Inoltre, Reno scopre che il brutto carattere di Grace e la sua ostilità verso la madre derivano da un suo senso di colpa, difatti anni prima aveva scoperto il padre con un'amante, l'aveva rivelato causando una lite e la morte del padre che era fuggito ubriaco. Intanto, Reno cattura l'altro fratello, ma il capofamiglia tiene in ostaggio la madre di Grace, che intende scambiare con la figlia. Reno e Bobby fingono di accettare, mandando Cheyenne al suo posto: non accorgendosi del trucco, il criminale lascia andare la donna e Cheyenne lo arresta.

## La regina del country
- Titolo originale: Broken On the Wheel of Love
- Diretto da: Terence O'Hara
- Scritto da: Donald Marcus

### Trama
Una cantante country invita Reno (che conosce col falso nome di Black) ad una sua festa; benché non sia intenzionato ad andarci, Reno cambia idea e decide anzi di seguire la donna nella sua tournée, quando si accorge che qualcuno la perseguita. La cantante è difatti vittima di varie intimidazioni; mentre la protegge Reno se ne innamora, svelandogli anche la sua vera identità. Intanto, Reno sospetta del manager della donna, che ha composto gran parte delle sue canzoni e ne ricava la metà dei guadagni; avute le prove che l'uomo è coinvolto, Reno si precipita ad affrontarlo, ma Bobby riesce a frenare il suo socio. La cantante dà un appuntamento al suo manager e prega Reno di ucciderlo, sparandogli poi personalmente. Bobby e Reno, tuttavia, avevano fornito all'uomo un giubbotto antiproiettile, avendo scoperto che la cantante era sospettata di aver ucciso suo padre anni prima. La cantante confessa che la persecuzione era una finta per poter uccidere per "legittima difesa" il suo manager e non dividere i suoi guadagni con lui; arrestata, la donna protegge comunque Reno, continuando a chiamarlo Black. 

## Lite impossibile
- Titolo originale: Split Decision
- Diretto da: Russell Solberg
- Scritto da: Richard C. Okie

### Trama
Bobby chiede l'aiuto di Reno per catturare due delinquenti, ma questo ritarda e i criminali fuggono ferendo Cheyenne con una bomba a mano. Bobby accusa Reno dell'accaduto e dopo una lite, lo licenzia; imparata la situazione, Dixon ne approfitta per recarsi all'ospedale dove interroga Cheyenne, sotto l'effetto della morfina, per sapere dove si è nascosto Reno. Non avendo ottenuto informazioni, il tenente cerca di corrompere Bobby a collaborare nuovamente con lui, ottenendo però un rifiuto. Bobby e Reno rifiutano tuttavia di tornare amici e soci. Intanto, i due criminali tendono una trappola a Bobby ma Reno viene a saperlo e lo salva; assieme, i due soci sconfiggono i delinquenti e fanno pace, ma Dixon arriva anch'esso sul posto, intenzionato ad arrestare Reno. Bobby lancia una bomba ed il tenente è costretto a tuffarsi nel porto, dove la sua pistola si inceppa. Mentre Cheyenne viene dimessa dall'ospedale, Bobby e Reno tornano quindi a lavorare assieme.

## Omicidio in Fa minore
- Titolo originale: Hitman
- Diretto da: Bill Nuss
- Scritto da: Bill Nuss

### Trama
Reno viene contattato da un killer che si dice disposto a cedergli la sua attività; in seguito, Reno scopre che l'uomo sta morendo a causa di un tumore ed essendo vedovo, non sa a chi affidare sua figlia, rimasta paralizzata nell'incidente che ha ucciso la moglie. Il killer vuole che Reno si occupi di sua figlia, (a cui ha fatto credere che Reno sia suo zio) ma che prima uccida Dixon, poiché da ricercato non potrebbe mantenere l'accordo; quindi, addestra Reno a sparare a distanza, assicurando inoltre che procurerà prove che dimostrino la corruzione del tenente. Rimasto incastrato nella faccenda, Reno rinuncia tuttavia a sparare a Dixon ed il killer lo stordisce per fare il lavoro al suo posto. Rinvenuto, Reno avverte Dixon che non solo si salva, ma spara sul killer che muore poco dopo. Reno promette quindi di prendersi cura della ragazzina. 